# Claphaminstitutet
Claphaminstitutet är en svensk kristen ekumenisk tankesmedja som instiftades i Stockholm 2008. Namnet kommer från Clapham, en förort till London, där slaveri-abolitionisterna William Wilberforce, Hannah More med flera verkade i början av 1800-talet.

## Historik
Claphaminstitutet har till uppgift att "stimulera utbildning, undervisning och vetenskaplig forskning om och i kristen tro" och att "arbeta för den kristna trons tillämpning på kultur-, tros- och samhällsförhållanden i Sverige och i världen, samt sprida kunskap, forma nätverk och bilda opinion för detta ändamål". Det har Lausannedeklarationen som teologisk och ideologisk bas.
Claphaminstitutets förste direktor var Tuve Skånberg, som 2016 efterträddes av Per Ewert.  Institutets förste ordförande var Stefan Swärd och från 2017 är Per Eriksson, tidigare rektor vid Lunds universitet, dess ordförande.
Bland de 75 stiftarna ingick även Christina Doctare, Bertil Gärtner, Bengt Holmberg, Eva Hamberg, Yvonne Maria Werner och Lennart Sacrédeus. Ekumeniskt har Claphaminstitutet en bred bas från hela kartan över kyrkor och samfund: Svenska kyrkan och frikyrkor, karismatiska grupper och lågkyrkliga grupper, historiska kyrkor och nya samfund.

## Verksamhet
Claphaminstitutets huvudverksamhet var sedan starten att producera debattartiklar för landets olika tidningar. Med tiden har institutet ökat sin produktion av egna  rapporter. 
Institutet har återkommande anordnat seminarier på Almedalsveckan, i riksdagen och på andra offentliga arenor. Man har även publicerat dokumentärfilmer, bland annat på temat dödshjälp.
Institutet har varit mycket aktiv i debatten mot hbtq-personers, främst transpersoners, rättigheter. De tog exempelvis ställning för fortsatt tvångssterilisering av transpersoneroch menar att Pridefestivalen är skadlig för folkhälsan.
Claphaminstituet är också aktiva i frågor om kön, genus, jämställdhet och kvinnors rättigheter. De är exempelvis emot grundlagsskydd för rätten till abort, lyfter fram det traditionella äktenskapet som en mycket viktig faktor för hälsa och välmående, framhåller två biologiska kön som den enda möjliga grunden för könskategorisering samt omtalar "genusideologin" som något hotfullt och menar att de som kritiserar det "postmoderna genusperspektivet" är viktiga röster.

## Rapporter (urval)
- Hotet mot värdigheten: En genomgång av konsekvenserna av läkarassisterat självmord, med särskilt fokus på Oregonmodellen, Mikaela Luthman & Anne-Berit Ekström (1:2017)
- Det färgglada mörkret: En granskning av innehållet i Stockholm Pride och dess konsekvenser för folkhälsan, Bengt Malmgren, Therése Ewert, Lars-Göran Sundberg (2:2018)
- Religionsförbud i skolan? En genomgång av konfessionsbegreppet i det svenska skolsystemet, Ruth Nordström, Rebecca Ahlstrand, Per Ewert (3:2018)
- Kränkt för sin tro: Kristna ungdomars upplevelse av sekulär intolerans i dagens svenska skola, Johan Eddebo, Per Ewert, Sven Magnusson (4:2020)